# Petrojet FC
Petrojet FC is een Egyptische voetbalclub uit Suez die sinds 2006 onafgebroken in de Premier League uitkomt. De club werd in 2000 opgericht.

## Geschiedenis
Petrojet FC werd in 2000 opgericht in Suez. Zes jaar later promoveerde de club voor het eerst naar de Premier League, waar het in het seizoen 2006/07 zevende eindigde. Na een vijfde plaats in het seizoen daarop eindigde de club in het seizoen 2008/09 derde, waardoor het zich plaatste voor de CAF Confederation Cup 2010. Daar schakelde de club het Zanzibariaanse Miembeni SC en het Soedanese Khartoum-3, alvorens in de tweede ronde uitgeschakeld te worden door CS Sfaxien uit Tunesië.
Na de onderbreking van de Egyptische competitie door de Port Said-stadionramp (2011/12) en de Egyptische Revolutie (2012/13) bleef Petrojet actief in de Premier League. De club heeft voorlopig nog een blanco palmares, maar haalde in de Beker van Egypte al tweemaal de halve finale (2008/09 en 2014/15).

## Bekende (oud-)spelers
- Cofie Bekoe
- Marwan Mohsen
- Ahmed Mostafa Taher

## Bekende (oud-)trainers
- Ahmed Hassan

Al-Ahly · Baladiyat Al-Mahalla · Ceramica Cleopatra · Al Dakhleya · ENPPI Club · Future · El Gouna · Ismaily SC · Al-Ittihad · Al Moqaouloun al-Arab · Al-Masry · National Bank of Egypt · Pharco · Pyramids · Smouha ·  Tala’ea El Gaish · Zamalek · ZED